# Goran Prpić
Goran Prpić (Zagabria, 4 maggio 1964) è un allenatore di tennis ed ex tennista jugoslavo, successivamente croato.

## Carriera
In carriera ha vinto un titolo in singolare e un titolo di doppio. Nei tornei del Grande Slam ha ottenuto il suo miglior risultato raggiungendo le semifinali di doppio misto all'Open di Francia nel 1985, in coppia con Sabrina Goleš.
In Coppa Davis ha disputato un totale di 22 partite con la squadra jugoslava, collezionando 9 vittorie e 13 sconfitte, e 6 partite con la squadra croata, ottenendo una vittoria e 5 sconfitte.
Si è ritirato nel 1996. Attualmente fa da coach alla tennista turca İpek Soylu. Per anni è stato il capitano della squadra croata in Coppa Davis.

## Statistiche

### Singolare

#### Vittorie (1)
| Numero | Anno           | Torneo                   | Superficie  | Avversario in finale | Punteggio     |
| 1.     | 20 maggio 1990 | Croatia Open Umag, Umago | Terra rossa | Goran Ivanišević     | 6-3, 4-6, 6-4 |

### Singolare

#### Finali perse (2)
| Numero | Anno           | Torneo                  | Superficie  | Avversario in finale | Punteggio     |
| 1.     | 30 luglio 1989 | Mercedes Cup, Stoccarda | Terra rossa | Martín Jaite         | 3-6, 2-6      |
| 2.     | 21 aprile 1991 | ATP Nizza, Nizza        | Terra rossa | Martín Jaite         | 6-3, 6-7, 3-6 |

### Doppio

#### Vittorie (1)
| Numero | Anno          | Torneo                | Superficie  | Compagno       | Avversari in finale         | Punteggio     |
| 1.     | 5 agosto 1990 | Sanremo Open, Sanremo | Terra rossa | Mihnea Năstase | Ola Jonsson Fredrik Nilsson | 3-6, 7-6, 6-3 |

### Doppio

#### Finali perse (1)
| Numero | Anno          | Torneo                           | Superficie  | Compagno     | Avversari in finale    | Punteggio |
| 1.     | 21 marzo 1993 | Grand Prix Hassan II, Casablanca | Terra rossa | Ģirts Dzelde | Mike Bauer Piet Norval | 5-7, 6-7  |